# 穆罕默德·伊克巴尔 (田径运动员)
穆罕默德·伊克巴尔（1927年7月12日—），巴基斯坦男子链球运动员。他曾获得1954年亚洲运动会男子链球银牌、1958年亚洲运动会男子链球金牌和1962年亚洲运动会男子链球铜牌。